# Campeonato Paraibano de Futebol de 2024
O Campeonato Paraibano de Futebol da Primeira Divisão de 2024, oficialmente denominado Campeonato Paraibano de Futebol Unipê 2024, por razões de patrocínio, foi a 114 ª temporada do referido torneio de futebol que equivale ao primeiro nível na pirâmide do futebol do estado da Paraíba, estando a cargo da Federação Paraibana de Futebol (FPF) a sua organização e realização. Dez clubes disputaram o torneio, cujo início deu-se em 16 de janeiro com o último jogo da final ocorrendo em 13 de abril de 2024.
Além de definir o Sousa como campeão estadual da temporada, ao bater o Botafogo-PB na final e conquistar o seu terceiro título estadual, a competição também serviu para definir as duas vagas do estado na disputa da Copa do Brasil de 2025, que ficaram com os dois clubes finalistas, bem como duas vagas para a Série D de 2025, cabendo elas ao Sousa e o Treze, além de garantir vagas para a Copa do Nordeste de 2025.
A edição marcou a estreia do Pombal na primeira divisão paraibana, além do retorno do Atlético Cajazeirense, rebaixado em 2022, mas que voltou a ser rebaixado, após a perda de pontos resultante da escalação irregular de um atleta em três partidas. O São Paulo Crystal juntou-se ao Atlético Cajazeirense e foi rebaixado ao final da primeira fase, sendo o primeiro rebaixamento da história do clube.

## Transmissão
O campeonato contou com transmissão via rádio e TV. As afiliadas da Rede Globo na Paraíba (TV Cabo Branco e TV Paraíba) fecharam acordo para transmissão em todo o estado de uma partida a cada rodada na TV aberta, ficando os jogos do sábado às 16h30 os que receberam transmissão, exceto partidas do Botafogo-PB, que vendeu o direito de transmissão de seus jogos à TV Arapuan, afiliada da Band na capital do estado.

## Regulamento
O Conselho Arbitral da competição foi realizado em 23 de novembro de 2023, contando com participação de representantes da FPF e dos dez clubes participantes, onde foram definidos o formato de disputa, tabela e datas da competição, num regulamento semelhante aos anos anteriores em que o certame foi disputado em três fases: primeira fase (fase classificatória), semifinal e final. Na primeira fase, os dez clubes jogaram entre si em partida de ida (turno único), ao final da fase, os dois últimos posicionados na primeira fase foram rebaixados para a Segunda Divisão de 2025, enquanto que os quatro mais bem colocados se classificaram para a fase semifinal que teve confrontos definidos por cruzamento olímpico (1º x 4º e 2º e 3º), em jogos de ida e volta com o mando de campo da segunda partida para os dois melhores colocados da primeira fase, os vencedores dos confrontos decidiram a final do torneio.
As fases semifinal e final foram disputadas em duas partidas (ida e volta), onde estava previsto que em caso de igualdade no somatório das duas partidas, tanto na fase semifinal, quanto na fase final, a disputa iria direto para as penalidades máximas, sem prorrogação. O Sousa e o Treze garantiram vagas na Série D do Campeonato Brasileiro de 2025, ao passo que Sousa e Botafogo se classificaram para a Copa do Brasil de 2025 e os três clubes na Copa do Nordeste de 2025.

### Critérios de classificação
Na primeira fase, o principal critério de classificação utilizado para apontar a posição dos clubes na tabela foi a pontuação total obtida com as partidas, mas caso dois ou mais clubes empatassem na pontuação total, a posição deles seria feito observando a ordem dos seguintes critérios:
1. Maior número de vitórias;
2. Maior saldo de gols;
3. Maior número de gols pró;
4. Menor número de cartões vermelhos recebidos;
5. Menor número de cartões amarelos recebidos;
6. Sorteio.

Ao final da primeira fase o número de cartões amarelos recebidos por um jogador foram zerados, já o principal critério de classificação permaneceu sendo a pontuação obtida nas duas partidas, contudo o saldo de gols passou a ser o primeiro critério de desempate, com a cobrança de pênaltis posicionando-se como o segundo critério de desempate entre as duas equipes envolvidas.

## Equipes participantes
Dez equipes participaram do torneio, sendo os oito mais bem colocados da temporada anterior, juntamente com os dois promovidos da Segunda Divisão de 2023, que foram o Atlético Cajazeirense e o Pombal, substituem os dois rebaixados da Primeira Divisão de 2023, que foram Queimadense e o Auto Esporte-PB.
| Equipe                | Cidade         | Estádio         | Cap.   |
| --------------------- | -------------- | --------------- | ------ |
| Atlético Cajazeirense | Cajazeiras     | Perpetão        | 10 000 |
| Botafogo              | João Pessoa    | Almeidão        | 20 000 |
| Campinense            | Campina Grande | Amigão          | 20 000 |
| CSP                   | João Pessoa    | Almeidão        | 20 000 |
| Nacional              | Patos          | José Cavalcanti | 8 000  |
| São Paulo Crystal     | Alagoa Nova    | Amigão          | 20 000 |
| Pombal                | Pombal         | José Cavalcanti | 8 000  |
| Serra Branca          | Campina Grande | Amigão          | 20 000 |
| Sousa                 | Sousa          | Marizão         | 12 000 |
| Treze                 | Campina Grande | Amigão          | 20 000 |

## Primeira fase
| Pos | Equipe                | Pts | J | V | E | D | GP | GC | SG  | Classificação ou descenso            |
| --- | --------------------- | --- | - | - | - | - | -- | -- | --- | ------------------------------------ |
| 1   | Treze                 | 21  | 9 | 7 | 0 | 2 | 18 | 6  | +12 | Classificados à semifinal            |
| 2   | Serra Branca          | 17  | 9 | 5 | 2 | 2 | 13 | 6  | +7  | Classificados à semifinal            |
| 3   | Botafogo-PB           | 17  | 9 | 5 | 2 | 2 | 13 | 9  | +4  | Classificados à semifinal            |
| 4   | Sousa                 | 14  | 9 | 4 | 2 | 3 | 11 | 6  | +5  | Classificados à semifinal            |
| 5   | CSP                   | 13  | 9 | 4 | 1 | 4 | 10 | 9  | +1  |                                      |
| 6   | Campinense            | 11  | 9 | 3 | 2 | 4 | 6  | 10 | −4  |                                      |
| 7   | Nacional de Patos     | 10  | 9 | 3 | 1 | 5 | 7  | 10 | −3  |                                      |
| 8   | Pombal                | 10  | 9 | 3 | 1 | 5 | 10 | 14 | −4  |                                      |
| 9   | São Paulo Crystal     | 4   | 9 | 1 | 1 | 7 | 4  | 22 | −18 | Rebaixados à Segunda Divisão de 2025 |
| 10  | Atlético Cajazeirense | −2  | 9 | 3 | 2 | 4 | 8  | 8  | 0   | Rebaixados à Segunda Divisão de 2025 |

1. ↑  O Tribunal de Justiça Desportiva Federal na Paraíba (TJDF-PB) condenou Atlético a perder 13 pontos no Campeonato Paraibano ao entender que houve escalação irregular do jogador Pedro Bahia em três partidas do estadual,[1] o clube recorreu da decisão em primeira instância mas o Pleno do Tribunal manteve a condenação, posteriormente confirmada pelo Superior Tribunal de Justiça Desportiva (STJD).[16]

### Partidas
A tabela dos confrontos dos clubes na primeira fase foi definida por meio de sorteio e divulgada pela Federação em novembro de 2023, com posterior detalhamento das partidas e horários (as partidas estão no horário local da Paraíba, que segue o horário de Brasília (UTC-03:00)).
Primeira rodada
| 16 de janeiro | 20:00 | Treze | 0–2 | Serra Branca | Amigão, Campina Grande |

| 18 de janeiro | 20:00 | Botafogo-PB | 5–1 | São Paulo Crystal | Almeidão, João Pessoa |

| 20 de janeiro | 16:30 | Pombal | 2–1 | Campinense | Marizão, Sousa |

| 21 de janeiro | 17:00 | Atlético Cajazeirense | 0–0 | CSP | Perpetão, Cajazeiras |

| 21 de janeiro | 17:00 | Nacional de Patos | 1–0 | Sousa | José Cavalcanti, Patos |

Segunda rodada
| 27 de janeiro | 16:30 | Nacional de Patos | 2–1 | Treze | José Cavalcanti, Patos |

| 27 de janeiro | 17:00 | Pombal | 0–1 | Atlético Cajazeirense | Marizão, Sousa |

| 28 de janeiro | 16:00 | Botafogo-PB | 2–1 | CSP | Almeidão, João Pessoa |

| 28 de janeiro | 16:00 | São Paulo Crystal | 0–2 | Campinense | Almeidão, João Pessoa |

| 28 de janeiro | 17:00 | Sousa | 1–0 | Serra Branca | Marizão, Sousa |

Terceira rodada
| 30 de janeiro | 20:15 | Treze | 2–0 | Atlético Cajazeirense | Amigão, Campina Grande |

| 31 de janeiro | 20:15 | Campinense | 0–0 | Botafogo-PB | Amigão, Campina Grande |

| 1 de fevereiro | 16:00 | São Paulo Crystal | 0–1 | Nacional de Patos | Amigão, Campina Grande |

| 1 de fevereiro | 20:15 | Serra Branca | 3–2 | Pombal | Amigão, Campina Grande |

| 6 de fevereiro | 16:30 | CSP | 1–0 | Sousa | Almeidão, João Pessoa |

Quarta rodada
| 7 de fevereiro | 20:15 | Nacional de Patos | 1–2 | Atlético Cajazeirense | José Cavalcanti, Patos |

| 8 de fevereiro | 19:00 | Pombal | 0–1 | São Paulo Crystal | José Cavalcanti, Patos |

| 9 de fevereiro | 16:30 | Serra Branca | 1–1 | Campinense | Amigão, Campina Grande |

| 9 de março | 16:30 | CSP | 1–2 | Treze | Amigão, Campina Grande |

| 10 de março | 16:00 | Botafogo-PB | 0–0 | Sousa | Almeidão, João Pessoa |

Quinta rodada
| 15 de fevereiro | 16:00 | CSP | 1–2 | Pombal | Almeidão, João Pessoa |

| 17 de fevereiro | 16:30 | Sousa | 3–0 | Campinense | Marizão, Sousa |

| 18 de fevereiro | 16:00 | Treze | 3–1 | São Paulo Crystal | Amigão, Campina Grande |

| 18 de fevereiro | 17:00 | Atlético Cajazeirense | 0–1 | Serra Branca | Perpetão, Cajazeiras |

| 19 de fevereiro | 19:30 | Botafogo-PB | 2–0 | Nacional de Patos | Almeidão, João Pessoa |

Sexta rodada
| 22 de fevereiro | 16:00 | São Paulo Crystal | 1–1 | Atlético Cajazeirense | Amigão, Campina Grande |

| 24 de fevereiro | 16:30 | Serra Branca | 1–1 | Nacional de Patos | Amigão, Campina Grande |

| 25 de fevereiro | 16:00 | Campinense | 0–1 | CSP | Amigão, Campina Grande |

| 25 de fevereiro | 17:00 | Pombal | 2–3 | Botafogo-PB | José Cavalcanti, Patos |

| 25 de fevereiro | 17:00 | Sousa | 0–2 | Treze | Marizão, Sousa |

Sétima rodada
| 29 de fevereiro | 20:15 | Campinense | 1–0 | Nacional de Patos | Amigão, Campina Grande |

| 1 de março | 16:00 | São Paulo Crystal | 0–3 | CSP | Amigão, Campina Grande |

| 1 de março | 16:30 | Serra Branca | 0–1 | Botafogo-PB | Amigão, Campina Grande |

| 3 de março | 16:00 | Treze | 3–0 | Pombal | Amigão, Campina Grande |

| 3 de março | 17:00 | Atlético Cajazeirense | 1–2 | Sousa | Perpetão, Cajazeiras |

Oitava rodada
| 5 de março | 16:00 | CSP | 0–2 | Serra Branca | Almeidão, João Pessoa |

| 10 de março | 16:00 | Campinense | 1–0 | Atlético Cajazeirense | Amigão, Campina Grande |

| 10 de março | 17:00 | Nacional de Patos | 0–1 | Pombal | José Cavalcanti, Patos |

| 13 de março | 19:30 | Sousa | 4–0 | São Paulo Crystal | Marizão, Sousa |

| 13 de março | 20:30 | Botafogo-PB | 0–2 | Treze | Almeidão, João Pessoa |

Nona rodada
| 16 de março | 16:30 | Atlético Cajazeirense | 3–0 | Botafogo-PB | Perpetão, Cajazeiras |

| 16 de março | 16:30 | Treze | 3–0 | Campinense | Amigão, Campina Grande |

| 16 de março | 16:30 | Nacional de Patos | 1–2 | CSP | José Cavalcanti, Patos |

| 16 de março | 16:30 | Sousa | 1–1 | Pombal | Marizão, Sousa |

| 16 de março | 16:30 | São Paulo Crystal | 0–3 | Serra Branca | Almeidão, João Pessoa |

## Mata-mata
O mata-mata do torneio compreendeu duas fases: semifinal e final e foram disputadas em duas partidas (ida e volta). O Treze e o Botafogo tiveram o mando de campo na segunda partida de seus respectivos confrontos da semifinal, enquanto que o último jogo do campeonato foi disputado sob o mando de campo do Botafogo, tal como previsto no regulamento da competição.
|  | Semifinal    | Semifinal | Semifinal | Semifinal |       |             | Final | Final | Final | Final |
|  |              |           |           |           |       |             |       |       |       |       |
|  | Serra Branca | 0         | 1         | 1         |       |             |       |       |       |       |
|  | Botafogo-PB  | 0         | 2         | 2         |       |             |       |       |       |       |
|  | Botafogo-PB  | 0         | 2         | 2         |       | Botafogo-PB | 0     | 1     | 1 (3) |       |
|  |              |           |           |           |       | Botafogo-PB | 0     | 1     | 1 (3) |       |
|  |              | Sousa     | 0         | 1         | 1 (4) |             |       |       |       |       |
|  | Treze        | Sousa     | 0         | 1         | 1 (4) | 1           | 0     | 1     |       |       |
|  | Treze        |           |           |           |       | 1           | 0     | 1     |       |       |
|  | Sousa        | 2         | 0         | 2         |       |             |       |       |       |       |

## Estatísticas
| Gols | Jogador         | Equipe       |
| ---- | --------------- | ------------ |
| 5    | Diego Ceará     | Sousa        |
| 4    | Thiaguinho      | Treze        |
| 3    | Kiko            | Botafogo-PB  |
| 3    | Eduardo         | Campinense   |
| 3    | Marcelo Toscano | Serra Branca |
| 3    | Uelber          | Serra Branca |
| 3    | Will Viana      | Treze        |

| Assistências | Jogador          | Equipe                |
| ------------ | ---------------- | --------------------- |
| 3            | Mastherson       | Pombal                |
| 3            | Leilson          | Serra Branca          |
| 2            | David            | Atlético Cajazeirense |
| 2            | Romarinho        | Nacional de Patos     |
| 2            | Wanderson        | Pombal                |
| 2            | Guilherme Dantas | Serra Branca          |
| 2            | Kelven José      | Pombal                |
| 2            | Jackson          | Sousa                 |
| 2            | Will Viana       | Treze                 |
| 2            | Edmundo          | Treze                 |

## Público
Maiores Públicos Pagantes
Estes são os dez maiores públicos pagantes do campeonato, sem considerar as partidas com portões fechados.
| N.º | Público | Mandante    | Placar | Visitante         | Estádio  | Data            | Rodada    | Ref.   |
| --- | ------- | ----------- | ------ | ----------------- | -------- | --------------- | --------- | ------ |
| 1   | 12 241  | Botafogo-PB | 1–1    | Sousa             | Almeidão | 13 de abril     | Final     | [ 20 ] |
| 2   | 6 101   | Treze       | 3–0    | Campinense        | Amigão   | 16 de março     | 9ª        | [ 21 ] |
| 3   | 5 844   | Treze       | 0–0    | Sousa             | Amigão   | 3 de abril      | Semifinal | [ 20 ] |
| 4   | 4 778   | Sousa       | 0–0    | Botafogo-PB       | Marizão  | 6 de abril      | Final     | [ 20 ] |
| 5   | 2 882   | Sousa       | 0–2    | Treze             | Marizão  | 25 de fevereiro | 6ª        | [ 22 ] |
| 6   | 2 788   | Sousa       | 2–1    | Treze             | Marizão  | 31 de março     | Semifinal | [ 20 ] |
| 7   | 2 734   | Botafogo-PB | 0–2    | Treze             | Almeidão | 13 de março     | 8ª        | [ 23 ] |
| 8   | 2 355   | Campinense  | 0–0    | Botafogo-PB       | Amigão   | 31 de janeiro   | 3ª        | [ 24 ] |
| 9   | 1 965   | Treze       | 3–0    | Pombal            | Amigão   | 3 de março      | 7ª        | [ 25 ] |
| 10  | 1 930   | Treze       | 3–1    | São Paulo Crystal | Amigão   | 18 de fevereiro | 5ª        | [ 26 ] |

Menores Públicos Pagantes
Estes são os dez menores públicos pagantes do campeonato, sem considerar as partidas com portões fechados.
| N.º | Público | Mandante          | Placar | Visitante             | Estádio  | Data            | Rodada    | Ref.   |
| --- | ------- | ----------------- | ------ | --------------------- | -------- | --------------- | --------- | ------ |
| 1   | 0       | São Paulo Crystal | 1–1    | Atlético Cajazeirense | Amigão   | 22 de fevereiro | 6ª        | [ 27 ] |
| 1   | 0       | São Paulo Crystal | 0–3    | CSP                   | Amigão   | 1 de março      | 7ª        | [ 28 ] |
| 1   | 0       | São Paulo Crystal | 0–3    | Serra Branca          | Amigão   | 16 de março     | 9ª        | [ 29 ] |
| 4   | 5       | São Paulo Crystal | 0–1    | Nacional de Patos     | Amigão   | 1 de fevereiro  | 3ª        | [ 30 ] |
| 5   | 16      | CSP               | 0–2    | Serra Branca          | Almeidão | 5 de março      | 8ª        | [ 31 ] |
| 6   | 17      | Serra Branca      | 1–1    | Nacional de Patos     | Amigão   | 24 de fevereiro | 6ª        | [ 32 ] |
| 7   | 23      | Serra Branca      | 0–1    | Botafogo-PB           | Amigão   | 2 de março      | 7ª        | [ 33 ] |
| 8   | 32      | CSP               | 1–0    | Sousa                 | Almeidão | 6 de fevereiro  | 4ª        | [ 20 ] |
| 9   | 38      | CSP               | 1–2    | Pombal                | Almeidão | 15 de fevereiro | 5ª        | [ 34 ] |
| 10  | 48      | Serra Branca      | 1–2    | Botafogo-PB           | Amigão   | 2 de abril      | Semifinal | [ 20 ] |

Médias de público
Estas foram as médias de público dos clubes no campeonato, considerando-se apenas os jogos da equipe como mandante e o público pagante:
| Pos.  | Time                  | Média | Total  | Mandos | Maior  | Menor |
| ----- | --------------------- | ----- | ------ | ------ | ------ | ----- |
| 1     | Botafogo-PB           | 3 248 | 22 734 | 7      | 12 241 | 1 359 |
| 2     | Treze                 | 3 014 | 18 082 | 6      | 6 101  | 745   |
| 3     | Sousa                 | 2 086 | 14 603 | 7      | 4 778  | 473   |
| 4     | Nacional de Patos     | 956   | 4 782  | 5      | 1 268  | 78    |
| 5     | Campinense            | 831   | 3 324  | 4      | 2 355  | 135   |
| 6     | Atlético Cajazeirense | 437   | 1 746  | 4      | 654    | 100   |
| 7     | Pombal                | 249   | 995    | 4      | 306    | 203   |
| 8     | São Paulo Crystal     | 143   | 717    | 5      | 712    | 0     |
| 9     | Serra Branca          | 109   | 546    | 5      | 408    | 17    |
| 10    | CSP                   | 94    | 374    | 4      | 288    | 16    |
| Total | Total                 | 1 331 | 67 903 | 51     | 12 241 | 0     |

## Premiação
| Campeonato Paraibano de 2024 |
| ---------------------------- |
| Sousa Campeão (3.º título)   |